# Willem van Tetrode
Willem van Tetrode (ca. 1525-1588) was een Nederlands beeldhouwer. Waarschijnlijk is hij geboren in Delft, waar zijn beide ouders ook woonden. In Italië werd Willem Tetrode, Guglielmo Fiammingo genoemd, letterlijk vertaald Willem de Vlaming.
Tetrode was een veelzijdig beeldhouwer, die verschillende materialen gebruikte. Hij haalde zijn onderwerpen voornamelijk uit de klassieke mythologie en de bijbel. Veel van zijn figuren staan met hun benen gespreid, het bovenlichaam gedraaid ten opzichte van het onderlichaam. Tetrode was een van de kunstenaars die de maniëristische beeldhouwkunst in Nederland introduceerden.
Hij was een bron van inspiratie voor o.a. Hendrick Goltzius en Peter Paul Rubens.

## Levensloop

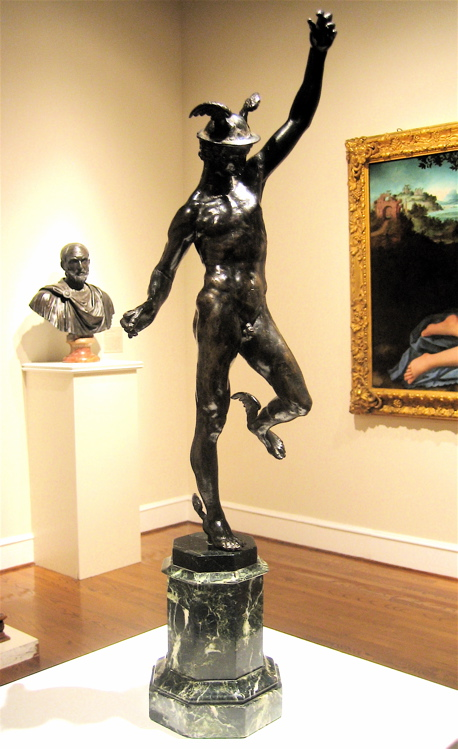
Mercurius

Van Tetrode ging in zijn woonplaats Delft in de leer bij een nu onbekende beeldhouwer. Omstreeks 1545 rondde hij zijn opleiding af met een reis naar het zuiden. In Parijs en later in Florence trad Tetrode in dienst van de Florentijn Benvenuto Cellini. Hij werkte mee aan de restauratie van antieke marmeren beelden en aan de opdrachten die Cellini ontving van de Florentijnse hertog Cosimo I de' Medici. Waarschijnlijk heeft Van Tetrode daar meegewerkt aan een aantal grote projecten, zoals de Neptunusfontein op het Piazza della Signoria in Florence, onder leiding van de bekende beeldhouwer Bartolomeo Ammanati. 
Omstreeks 1551 verruilde Tetrode Cellini's werkplaats voor het atelier van de aan de familie Farnese verbonden Guglielmo della Porta (1504-1457) in Rome.  Daar ontwikkelde hij zich verder in het restaureren en het vervaardigen van bronzen kopieën van antieke beelden.
Rond 1567 keerde Tetrode terug naar Delft. Daar maakte hij een nieuw hoofdaltaar voor de Oude Kerk, dat niet lang heeft bestaan: waarschijnlijk werd het verwoest in 1573, toen in Delft voor de tweede keer een beeldenstorm woedde. 
In 1574 en 1575 werkte Tetrode in Keulen. 

## Werken (selectie)
- Ecorché, 1562-67, brons, 43 cm, The Hearn Family Trust, New York
- De Farnese Hercules
- De Medici Venus
- Bacchus (Fitzwilliam Museum)
- Mercurius, met het hoofd van Argus, 1560-65, brons, 53,2 cm, The Frick Collection, New York
- Krijger op paard, brons, 1562 - 1565; Brons, 39,7 x 45,7 cm
- Hercules en Cacus, brons, 34 cm, privécollectie

- Biografisch Portaal: 48052788
- Library of Congress Control Number: n2001006258
- Nationale Bibliotheek van Israël: 987007366124205171
- RKD-Nederlands Instituut voor Kunstgeschiedenis: 76914
- Virtual International Authority File: 6280163813726339110001